# Giacomo Panizza
Pour les articles homonymes, voir Panizza.
Giacomo Panizza, né le 24 mars 1804 à Castellazzo Bormida et mort le 1er mai 1860 à Milan, est un compositeur italien.

## Biographie
Clarinettiste, Panizza a été chef d'orchestre à la Scala de Milan pendant 13 ans, au cours desquels il a composé deux opéras et 13 ballets.
Il a été l’élève de Vincenzo Lavigna et de Benedetto Carulli, et a compté parmi les siens Carlo Guasco.